# Galaxy Express 999
Galaxy Express 999 (jap. 銀河鉄道999 Ginga Tetsudō Surī Nain) – manga autorstwa Reijiego Matsumoto, zaadaptowana w kilku seriach anime oraz filmach pełnometrażowych. Ich akcja rozgrywa się w odległej przyszłości, w której ludzkość opanowała technologię pozwalającą zarówno na podróże kosmiczne, jak i na przenoszenie swojej świadomości do mechanicznych ciał, de facto osiągając nieśmiertelność. 
Manga zdobyła Nagrodę Shōgakukan Manga w kategorii mang dla chłopców w 1972 roku, a seria anime wygrała Animage Anime Grand Prix w 1981 roku.
Do napisania Galaxy Express 999 Matsumoto zainspirował pomysł pociągu parowego podróżującego wśród gwiazd z powieści Noc na kolei galaktycznej (jap. 銀河鉄道の夜 Ginga tetsudō no yoru) autorstwa Kenjiego Miyazawy.

## Fabuła
Zubożały dziesięciolatek Tetsuro Hoshino desperacko chciałby posiadać niezniszczalne mechaniczne ciało, dające możliwość wiecznego życia i swobody niedostępnej dla zwykłych śmiertelników. Takie ciała są niezwykle drogie, jednak rzekomo można je dostać za darmo na planecie Andromeda, końcowej stacji Galaxy Express 999 – kosmicznego pociągu przybywającego na Ziemię tylko raz do roku. 
Seria rozpoczyna się podróżą Tetsuro i jego mamy do Megalopolis, gdzie mają nadzieję znaleźć pracę pozwalającą im opłacić bilety na pociąg. W drodze trafiają na hrabiego Mecha i gang łowców ludzi, którzy zabijają matkę Tetsuro. Tuż przed śmiercią prosi ona syna, by kontynuował podróż, którą razem zaczęli i by zdobył mechaniczne ciało ciesząc się wiecznym życiem, które nie jest jej dane. Tetsuro próbował iść dalej w kierunku miasta, jednak wkrótce siarczyste zimno i wiatr uniemożliwiły mu drogę. Ulegając im, płakał przepraszając matkę za to, że nie da rady spełnić jej życzenia mając nadzieję, że w następnym życiu narodzi się już jako maszyna. 
Niespodziewanie dla siebie Tetsuro budzi się przy kominku w mieszkaniu pięknej kobiety, Maetel, łudząco podobnej do jego matki. Powiedziała mu ona, że słyszała całe zdarzenie dzięki kierunkowym mikrofonom dalekiego zasięgu, którymi badała okolicę. Maetel zaoferowała mu nielimitowaną wejściówkę na pokład ekspresu pod warunkiem, że będzie on jej towarzyszem w podróży, na co Tetsuro przystał. Zaopatrzyła go w broń, a następnie wysłała do rezydencji hrabiego mówiąc mu, że hrabia i jego poplecznicy będą zbyt zajęci hulankami, by obronić się przed niespodziewanym atakiem. Tetsuro wtargnął do rezydencji i w trakcie strzelaniny w sali konferencyjnej pokonał przeciwników. Uciekając przed ścigającą ich policją Tetsuro i Maetel odlatują z Ziemi na pokładzie 999.
W trakcie podróży Tetsuro przeżywa wiele przygód na licznych egzotycznych planetach. Poznaje też wiele osób, zarówno ludzi, jak i kosmitów; żyjących i zautomatyzowanych. Coraz bardziej zaczyna on rozumieć, że mechaniczne ciało nie rozwiąże wszystkich jego problemów. Większość mechanicznych ludzi (zwanych Kikai ningen (jap. 機械人間), często mylnie tłumaczonych jako cyborgi) których spotyka żałuje swojej decyzji porzucenia człowieczeństwa na rzecz bycia nieśmiertelną maszyną. 
W końcu Tetsuro i Maetel udaje się dotrzeć na planetę Prometheum, ostatnią stację ekspresu 999. Tetsuro jest zszokowany okrucieństwem i lenistwem mechanicznych ludzi tam żyjących, staje się również świadkiem samobójstwa popełnionego przez jedną z maszyn, które wywołuje wśród innych jedynie szyderstwa i drwiny. Gdy pyta umierającego, dlaczego zdecydował się targnąć na własne życie ten odpowiada, że wieczność na Prometheum jest całkowicie pusta oraz pozbawiona radości i celu. W momencie wspomnienia przez Tetsuro imienia Maetel samobójca wpada w przerażenie i mówi mu, że Maetel jest tak naprawdę córką królowej Prometheum, władczyni imperium maszyn oraz że w żadnym wypadku nie wolno jej ufać. Tetsuro, oburzony byciem trzymanym w kłamstwie, rusza do konfrontacji z Maetel. Tej zabrakło słów, jednak rzeczniczka rządu wtrąciła się w ich rozmowę i zaczęła odpowiadać w jej imieniu. Tetsuro, nieusatysfakcjonowany rozwojem zdarzeń, wybucha dziką furią. 
Tetsuro nie rozumiał, dlaczego Maetel go zdradziła, ale ta miała swoje własne plany i dążyła do zniszczenia imperium maszyn. Dzięki pomocy ojca, Dr. Bana (jego imię pada wyłącznie w filmie), którego świadomość znajduje się w noszonym przez nią wisiorku, udaje jej się zniszczyć matkę, jak również całą planetę. Po tych wydarzeniach Maetel z Tetsuro udaje się wrócić na przedostatnią stację ekspresu na planecie nietoperzy, gdzie Tetsuro wyznaje Maetel, że chce wrócić na Ziemie i poprowadzić ją ku lepszej przyszłości. 
Maetel, dumna z Tetsuro za jego decyzję odrzucenia mechanicznego ciała, mówi mu, że ma coś, o co musi się zatroszczyć i by wsiadł pierwszy. Tetsuro jednak znajduje list od Maetel, w którym pisze mu, że nadszedł czas, by ich drogi się rozdzieliły. Ona sama wsiada skrycie do sąsiedniego ekspresu, 777, w celu poprowadzenia kolejnego chłopca ku jego przyszłości. Sens tych słów jednak nie jest znany, gdyż nie wiadomo, czy resztki imperium maszyn nie istnieją jeszcze w jakimś innym miejscu, czy też Maetel poprowadzi kolejną osobę w zupełnie inną przyszłość. Seria kończy się odjazdem obydwu pociągów. 

## Bohaterowie
W serii występują następujące istotne postacie:
- Tetsuro Hoshino (jap. 星野 鉄郎 Hoshino Tetsurō) – główny bohater Galaxy Express 999, jest ubogim chłopcem pochodzącym z Ziemi, który był świadkiem morderstwa swojej matki z rąk hrabiego Mechy. Ostatnim życzeniem jego umierającej matki było, by posiadł on mechaniczne ciało – w tym celu wraz z Maetel wybiera się on w podróż tytułowym ekspresem. Jest on również wspomniany w mandze z 2014 roku pod tytułem Captain Harlock: Dimensional Voyage.
- Maetel (jap. メーテル Mēteru) – tajemnicza blond-włosa kobieta towarzysząca Tetsuro w trakcie jego podróży. W rzeczywistości jest ona córką królowej Prometheum, władczyni mechanicznego imperium. W filmie odpowiadała ona za sprowadzanie młodych ludzi do swojego kraju, gdzie byli oni przerabiani na zmechanizowane ludzkie komponenty służące imperium; natomiast w serialowej adaptacji wychowuje ich, by stali się przyszłymi generałami w armii jej matki. Maetel w sekrecie spiskuje ze swoim ojcem, Dr. Banem (którego jaźń jest zamknięta w wisiorku na jej szyi), w celu zniszczenia mechanicznego imperium, co finalnie się udaje (w filmie), zanim Tetsuro zostaje przerobiony[7]. Dusza Maetel jest zamknięta w ciele człowieka-klona i pozostaje w nim, aż stanie się ono stare, po czym przenosi się do nowego ciała. W wersji filmowej jest wyjaśnione, że zajmuje ona klona matki Tetsuro, stąd podobieństwo między nimi.
- Konduktor (jap. 車掌 Shashō) – główny członek załogi Galaxy Express 999. Jest kosmitą o niewidzialnym ciele zbudowanym z gazów – widoczne są tylko oczy, gdy nosi swój uniform. Preferuje pracę stricte według instrukcji[7], często cytując księgę zasad panujących w pociągu. Sporadycznie jednak nagina stosowane zasady i bierze udział w przygodach Tetsuro i Maetel.
- Claire (jap. クレア Kurea) – kelnerka z wagonu restauracyjnego ekspresu, posiada mechaniczne ciało zbudowane ze szkła kryształowego. W przeciwieństwie do wielu, którzy świadomie zrezygnowali z człowieczeństwa, Claire została zmuszona do takiej egzystencji przez swoją próżną matkę. Pracuje w pociągu, by zarobić wystarczającą ilość pieniędzy na wykup swojego ciała, które jest przechowywane na Plutonie[7]. Szybko zaprzyjaźnia się z Tetsuro i poświęca dla niego, gdy halucynacja pod postacią jej matki próbuje wypchnąć Tetsuro z pociągu – jej ciało rozbija się, a Tetsuro zostaje po niej tylko kryształowa łza, którą nosi ze sobą jako memento[7]. W adaptacji filmowej odgrywa nieco większą rolę, choć jej los pozostaje taki sam – poświęca się ratując Tetsuro przed próbującą go zabić Prometheum (w serialu telewizyjnym zamiast Prometheum występuje dziewczyna o imieniu Mirai). Claire wraca do życia zarówno w Eternal Fantasy, jak i w nowej mandze Galaxy Express z lat 90.[8]
- Kapitan Harlock (jap. キャプテンハーロック Kyaputen Hārokku) oraz Emeraldas (jap. エメラルダス Emerarudasu) – znani kosmiczni piraci, idealizowani przez Tetsuro. Mają jedynie krótkie wzmianki w mandze i serialu telewizyjnym, lecz w filmach odgrywają znaczną rolę, przyczyniając się do pokonania mechanicznego imperium.
- Antares (jap. アンタレス Antaresu) – znany bandyta, który wkrada się na pokład pociągu na planecie Tytan. Gardzi mechanicznymi ludźmi za śmierć swojej żony i wiele kul, które utkwiły w jego ciele. Ostrzego Tetsuro, by najpierw strzelał, a potem zadawał pytania[9]. W mandze i serialu żyje on w dużym domu wraz ze swoimi licznymi dziećmi; w filmie mieszka na Tytanie wraz z innymi bandytami i dziećmi osieroconymi przez hrabiego Mecha. Również w filmie asystuje on Tetsuro w jego misji zabicia hrabiego w Zamku Czasu – ginie, gdy na skutek obrażeń od Mechy kule utkwione w jego ciele wybuchają.
- Hrabia Mecha (jap. 機械伯爵 Kikai-hakushaku) – zamożny mechaniczny człowiek; zabójca matki Tetsuro. W madze i serialu jest pomniejszym arystokratą i zostaje zabity przez Tetsuro, zanim ten opuszcza Ziemię. W filmie ma znacznie większą władzę i zarządza Zamkiem Czasu. Zdobycie mechanicznego ciała w celu dokonania zemsty na hrabim jest główną motywacją Tetsuro w filmie, co udaje mu się przy wsparciu Antaresa.
- Królowa Prometheum (jap. プロメシューム Puromeshūmu) – matka Maetel i władczyni mechanicznego imperium. Niegdyś łagodna, stworzyła imperium maszyn wierząc, że będzie to dobre dla ludzkości. Pojawia się w różnych fizycznych formach – jako humanoid w filmie i serialu oraz jako głowa o dwóch twarzach w mandze. Zostaje zniszczona wraz z Andromedą w mandze i serialu, natomiast w filmie zabiją ją Claire. Jej duch zajmuje planetę Wielka Andromeda w Adieu Galaxy Express 999, lecz znika, gdy planeta zostaje zniszczona przez kosmiczną anomalię o nazwie Siren the Witch.

## Manga i anime
Manga opisująca powyższą fabułę ukazywała się od 1977 roku w Shūkan Shonen King, natomiast serial anime na jej podstawie ukazał się rok później. Zarówno mangi, jak i serial anime, zakończyły się w 1981 roku.

### GE999
W 1996 roku Matsumoto rozpoczął pisanie nowej serii mang pod tytułem GE999, których akcja dzieje się rok po wydarzeniach z oryginalnej serii. Ziemia jest zniszczona, a Tetsuro musi odnaleźć źródło ciemności, która stanowi zagrożenie dla całego wszechświata. Nowa seria zakończyła się w 1999 roku, czasem dla odróżnienia jej od oryginalnej serii mang nazywa się ją Eternal-hen (Eternal Chapters).

### Galaxy Express 999 Another Story: Ultimate Journey
Manga opowiadająca od nowa historię z oryginalnej serii ilustrowana przez Yuzuru Shimazakiego zaczęła się ukazywać w magazynie Champion Red wydawnictwa Akita Shoten 19 marca 2018 roku. Była ona jednym z elementów obchodów 80. urodzin Matsumoto. Przyszłość mangi stała pod znakiem zapytania od śmierci jej twórcy w 2023 roku, ale wróciła do sklepów w grudniu 2024 roku, po dwu-i-półrocznej przerwie. 

## Filmy

### Galaxy Express 999
Filmowa adaptacja Galaxy Express 999 ukazała się w 4 sierpnia 1979 roku. Podobnie jak w serialu, Tetsuro i Maetel wyruszają w podróż, zatrzymując się na czterech różnych planetach. Planetą Maetel jest zmechanizowany świat, w którym tworzone są mechaniczne ciała. 
Główny motyw filmu jest wykonywany przez japoński zespół rockowy Godiego.

### Adieu Galaxy Express 999
Kolejny film z serii, pod tytułem Adieu Galaxy Express 999, powstał w 1981 roku jako sequel do poprzedniej produkcji. Przedstawia zupełnie nowe wydarzenia, mające miejsce 3 lata po zniszczeniu planety Prometheum. Imperium Maszyn jeszcze mocniej rozszerzyło swój terror w galaktyce, a plotki głoszą, że Maetel ma zostać jego nową królową. Tetsuro, będący już 15-letnim bojownikiem o wolność, z oszołomieniem przyjmuje wiadomość od posłańca, że ekspres 999 powraca, a Maetel chce, by ponownie do niej dołączył. Udaje się w podróż do pociągu, a następnie wyrusza nim w drogę, tym razem na pole bitwy. 
Piosenkarka Mary MacGregor wykonała dwa utwory do filmu: Love Light oraz motyw końcowy Sayonara. Japońską wersję tyłówki nagrał Kumiko Kaori.
Helen McCarthy w swojej książce 500 Essential Anime Movies: The Ultimate Guide doceniła film za zwartą, fascynującą historię.

### Galaxy Express 999: Eternal Fantasy
Trzeci film z serii, Galaxy Express 999: Eternal Fantasy, ukazał się w 1998 roku. Jego akcja rozgrywa się 5 lat po wydarzeniach z Adieu Galaxy Express 999 – Tetsuro i Maetel raz jeszcze muszą połączyć siły, by uratować świat przed kolejnym zagrożeniem. Film jest także połączeniem z inną serią anime stworzoną przez Matsumoto – The Galaxy Railways.
Główny motyw filmu, Brave Love: Galaxy Express 999 / Beyond the Win, został wykonany przez zespół The Alfee.

## OVA

### Maetel Legend
Dwuczęściowa OVA ukazała się w 2000 roku i jest preludium dla całej serii Galaxy Express 999 wyjaśniając jej kontekst. 
Maetel, główna bohaterka, jest córką królowej Prometheum z La Metal – wędrownej planety (opisanej w innej mandze twórcy: The Galaxy Railways) i jednej z pierwszych cywilizacji, której udało się zmechanizować własne ciała. Królowa, przerażona spadkiem długości życia mieszkańców spowodowanej wypadnięciem planety z orbity i stopniowym jej zamarzaniem, decyduje się na mechanizację wszystkich swoich poddanych, by umożliwić im przetrwanie w tak surowych warunkach. Jednak córki królowej, Emeraldas i Maetel, nie chcą się tej decyzji podporządkować. 

### Space Symphony Maetel
Trzynastoodcinkowa OVA opowiadająca o wydarzeniach zaraz po Maetel Legend ukazała się w 2004 roku. 
Zmechanizowani przez królową ludzie z La Metal rozpoczęli podbój kolejnych galaktyk wbrew ich pierwotnym mieszkańcom, wszczynając rewolucje i bunty. Maetel powraca do domu, by objąć tron po swojej matce i dowiadując się, jakie trudności przeżywają jej poddani z powodu decyzji królowej. Kapitan Harlock, wraz z Maetel i jej siostrą, podejmują próbę zabicia władczyni.
Ostatnie sceny ujawniają, iż OVA jest prequelem mangi i anime Galaxy Express 999.

### Galaxy Railways: Letter from the Abandoned Planet
Seria OVA ukazująca się od 30 grudnia 2006 do 5 stycznia 2007 roku na stacji SKY PerfectTV! w Japonii, jej akcja ma miejsce między pierwszy a drugim sezonem anime Galaxy Railways: Crossroad to Eternity oraz po filmie Galaxy Express 999: Eternal Fantasy. 
Tytułowy ekspres, którym podróżująTetsuro, Maetel, Killian oraz konduktor rozbija się na jednej z tajemniczych planet. Na ratunek zostaje wysłany pluton SDF Sirius, który musi zdążyć im pomóc zanim ponownie pojawi się wyrwa w czasie i przestrzeni o nazwie Herise Time Mystery.
Z nieznanych przyczyn produkcja serii rozpoczęła się przed Galaxy Railways: Crossroad to Eternity, ale ukazała się znacznie później.

## Gry komputerowe
Na podstawie serii powstały łącznie cztery gry komputerowe. Pozycje na platformy Nintendo DS i PlayStation nigdy nie zostały wydane poza Japonią. 
| Tytuł                                            | Platforma    | Data wydania         | Wydawca         |
| ------------------------------------------------ | ------------ | -------------------- | --------------- |
| Freedom Fighter                                  | Laserdisc    | 1986                 | Millenium Games |
| Escape From Cyber City (port Freedom Fighter)    | Philips CD-I | 1992                 | Philips Media   |
| Matsumoto Leiji 999: Story of Galaxy Express 999 | PlayStation  | 28 czerwca 2001      | Banpresto       |
| Ginga Tetsudō 999 DS                             | Nintendo DS  | 14 października 2010 | Culture Brain   |

Projektant gier Fumito Ueda podał Galaxy Express 999 za inspirację dla jego gry komputerowej Ico, na którą wpływ miała opisana w mandze relacja między kobietą będącą strażniczką młodego bohatera i jego samego w trakcie ich przygód podczas podróży przez galaktykę

## Nagrody
Produkcje z serii Galaxy Express 999 zdobyły następujące nagrody i wyróżnienia:
| Rok  | Nagroda                                                       | Produkcja                 | Wynik       |
| ---- | ------------------------------------------------------------- | ------------------------- | ----------- |
| 1980 | Nagroda Japońskiej Akademii Filmowej - najpopularniejszy film | Galaxy Express 999 (film) | wygrana     |
| 2009 | Międzynarodowy Festiwal Filmowy w Locarno                     | Galaxy Express 999 (film) | wyróżnienie |
| 2023 | Międzynarodowy Festiwal Filmowy w Szanghaju                   | Galaxy Express 999 (film) | wyróżnienie |
| 2023 | Międzynarodowy Festiwal Filmowy w Szanghaju                   | Adieu Galaxy Express 999  | wyróżnienie |
| 2023 | Międzynarodowy Festiwal Filmowy w Hongkongu                   | Galaxy Express 999 (film) | wyróżnienie |

## Obecność w przestrzeni publicznej

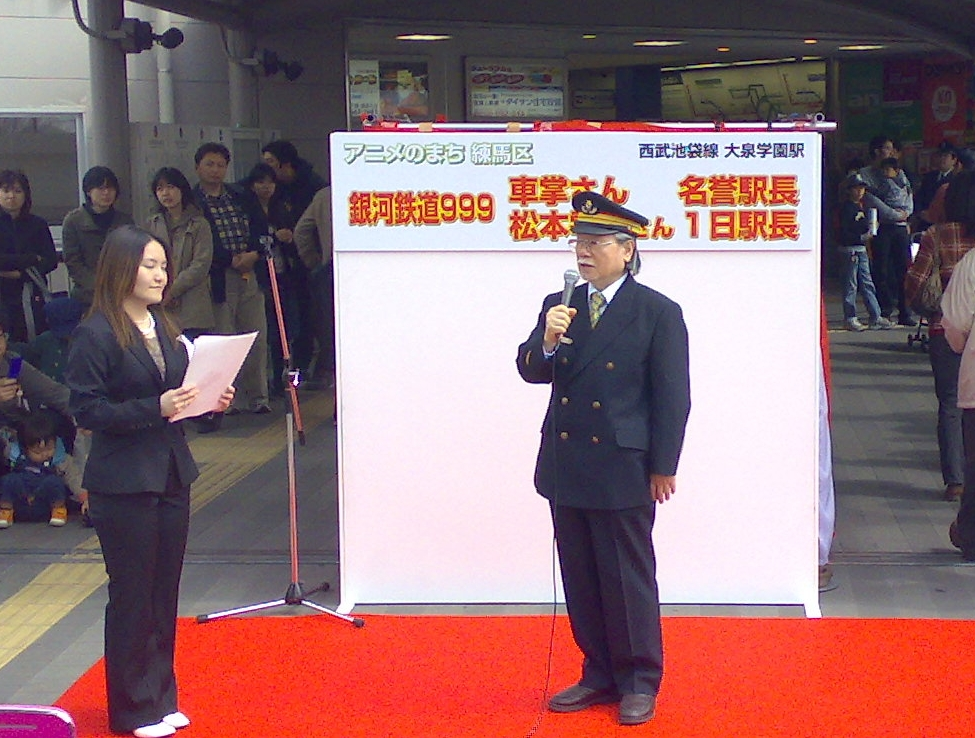
Twórca serii Galaxy Express 999, Reiji Matsumoto, w trakcie uroczystości nadania tytułu honorowego kierownika stacji kolejowej Ōizumi-gakuen w 2008 roku

W Kokurakicie, gdzie Reiji Matsumoto mieszkał w młodości, umieszczone są pomniki bohaterów jego mang. Na stacji kolejowej Kokura, głównym dworcu kolejowym w mieście, znajdują się brązowe figury kapitana Harlocka, Maetel oraz Tetsuro, witając podróżnych. Posągi postaci z Galaxy Express 999 znajdują się również w mieście Tsuruga, gdzie zostały ustawione w 1999 roku w celu upamiętnienia setnej rocznicy otwarcia portu łączącego tę część Azji z Europą. W mieście znajduje się również przystanek autobusowy ozdobiony rysunkami postaci z serii.
W Tokio przy stacji kolejowej Ōizumi-gakuen, leżącej w pobliżu mieszkania Reiji Matsumoto, znajduje się figura konduktora, jeden z włazów kanalizacyjnych jest pomalowany z postacie z serii, a na samej stacji zapowiedzi są poprzedzane tematem muzycznym z filmu. Przy wyjściu ze stacji znajduje się Oizumi Anime Gate, gdzie również znajdują się brązowe figury Maetel i Tetsuro.
Okazyjnie pociągi jeżdżące w Japonii noszą okolicznościowe malowania nawiązujące do serii Galaxy Express 999:

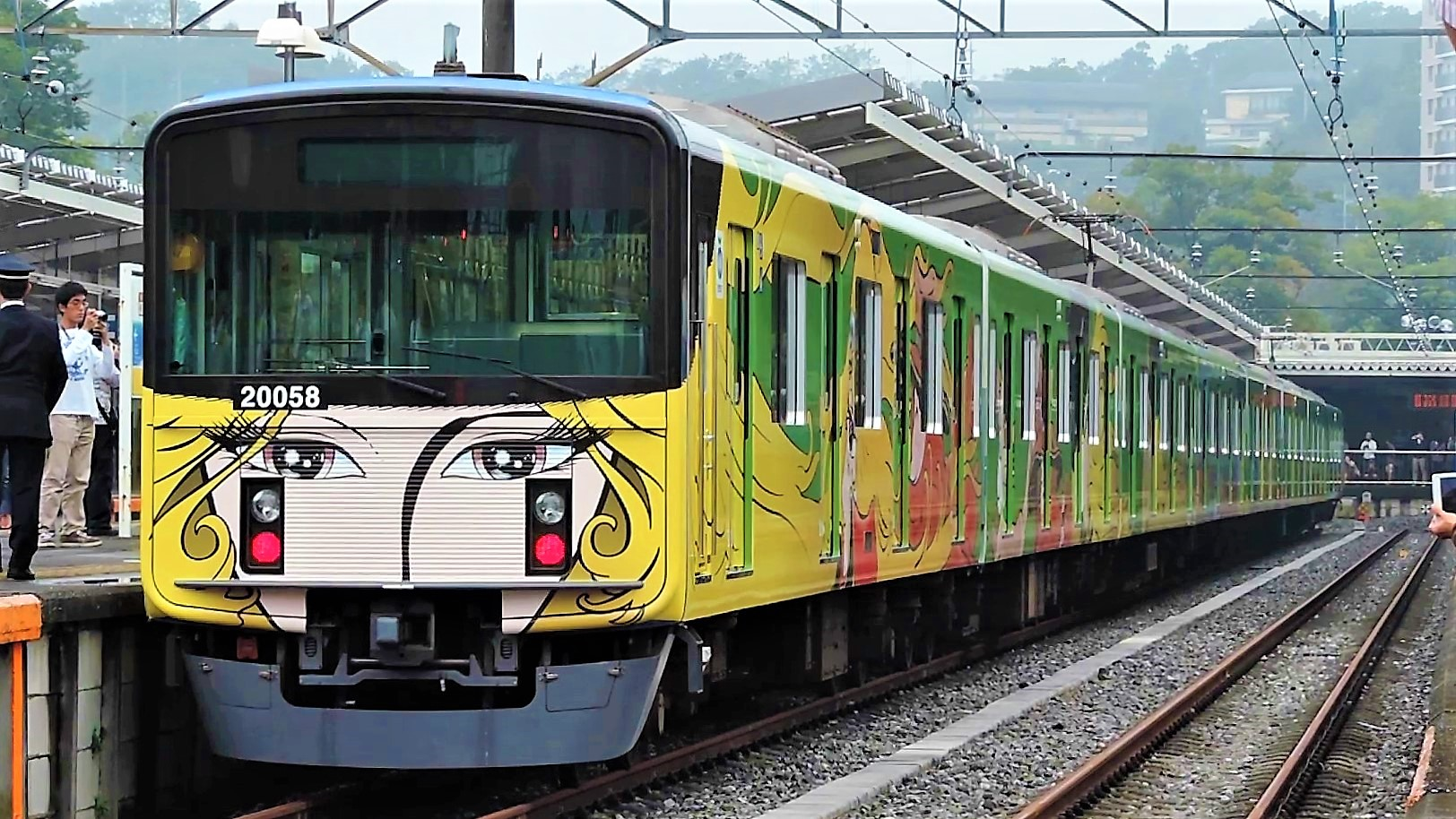
Jednostka serii 20000 Seibu
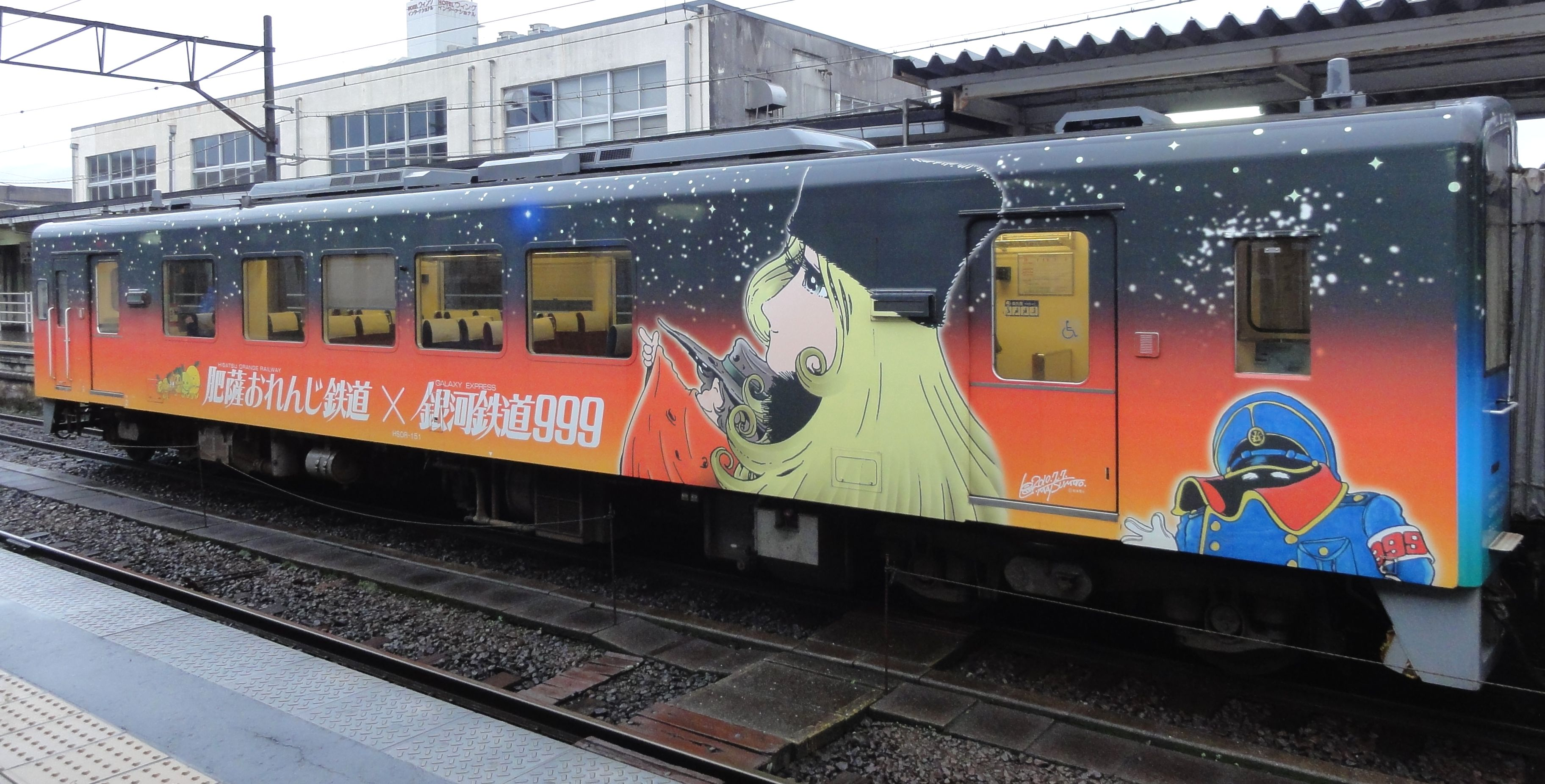
SZT Hisatsu Orange Railway HSOR-100
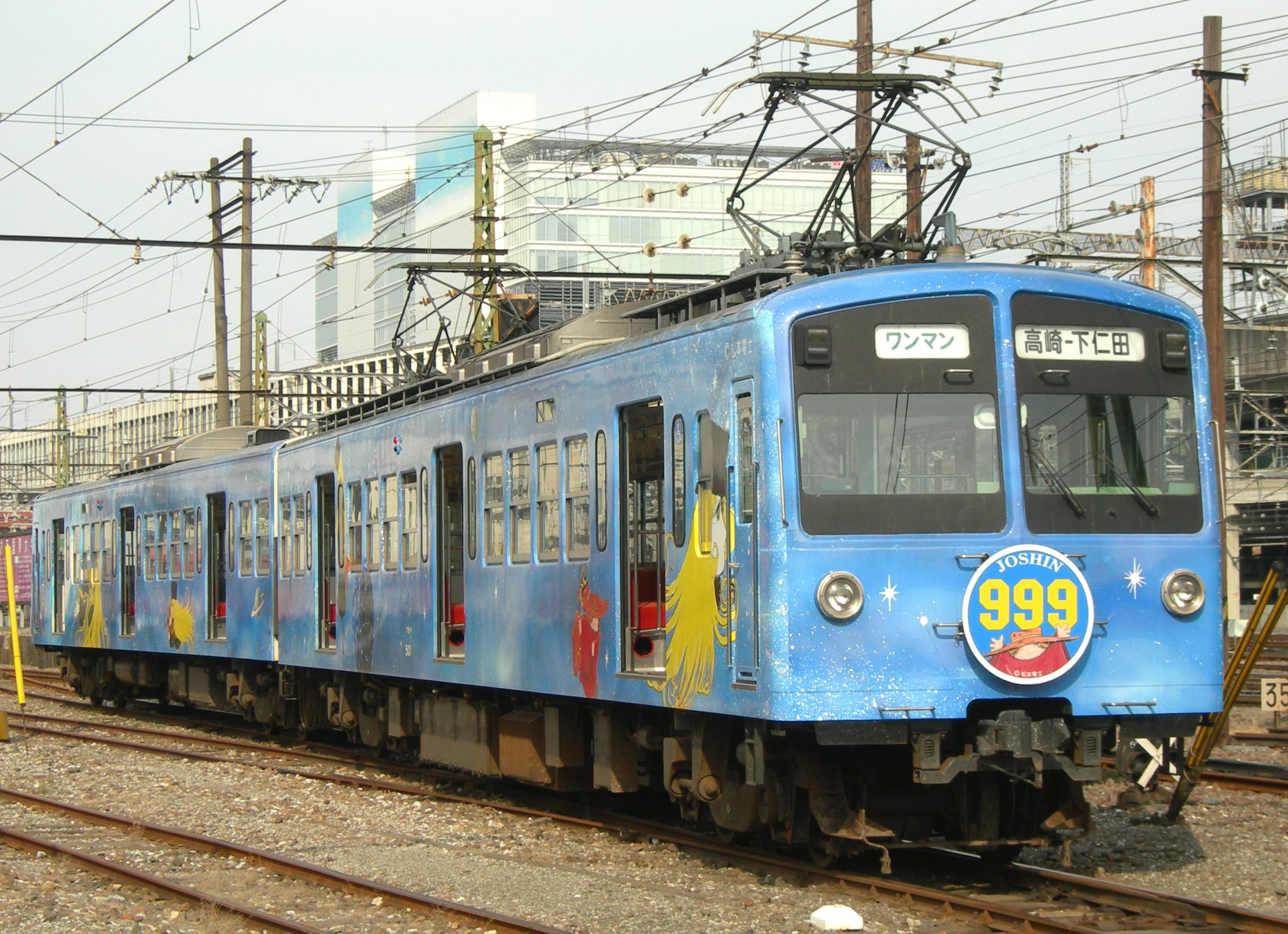
Jednostka typu 500 Joshin Electic Railway, malowanie z okazji targów Joshin Electric Railway Railway Appreciation Fair
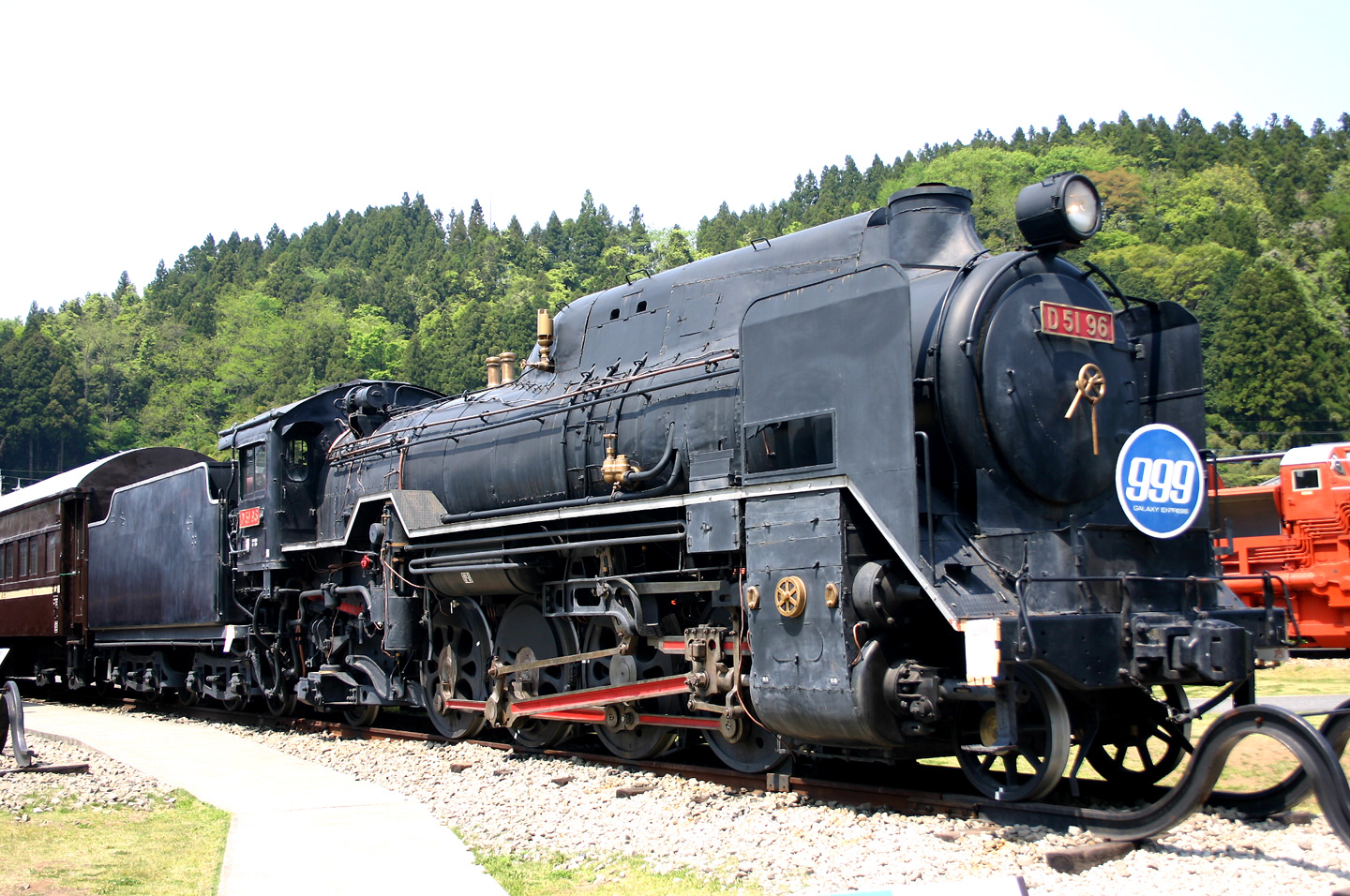
Parowóz JNR Class D51 w skansenie Usui Pass

## Obecność w mediach
Seria wywarła swój wpływ na następujące media:
- Utwór Express 999 południowokoreańskiego zespołu Girls’ Generation z ich czwartego albumu I Got a Boy jest w całości odniesieniem do serii[37].
- Galaxy Express 999 jest bezpośrednio wspomniany w piosence On the Moon południowokoreańskiej piosenkarki Sulli[38].
- W grze komputerowej Segi Virtua Fighter 3 znajduje się easter egg będący odniesieniem do serii – jeżeli gracz na jednej z ukrytych aren wykona odpowiednią sekwencję ruchów to w tle ukaże się lecący pociąg metra[39].
- Gra komputerowa Honkai: Star Rail zawiera wiele odniesień i podobieństw do serii, wraz z konceptem pociągu podróżującego w kosmosie pomiędzy planetami[40].